# 곤지암리조트
곤지암리조트는 한국 경기도 광주시 도척면에 위치한 스키장이다. LG그룹에 의해 운영된다.

## 같이 보기
- 한국의 스키장 일람